# Mesoctenia celyphoides
Mesoctenia celyphoides är en tvåvingeart som först beskrevs av Walker 1859.  Mesoctenia celyphoides ingår i släktet Mesoctenia och familjen bredmunsflugor. Inga underarter finns listade i Catalogue of Life.